# Mary Kate Schellhardt
Mary Kate Schellhardt (nascida em 1 de novembro de 1978) é uma atriz norte-americana. Ela é conhecida por seu papel como Ellen em  What's Eating Gilbert Grape, Nadine em Free Willy 2: The Adventure Home, e Jim e filha mais velha Barbara de Marilyn Lovell em Apollo 13. Outros filmes em que ela tem aparecido incluem Mr. Blue Sky, The Great Mom Swap e 9-9-09. Ela também apareceu na série de televisão Windfall, Scrubs, House MD, Private Practice e Ben and Kate.

## Ligações Externas
- Mary Kate Schellhardt. no IMDb.